# Tiroler Zugspitzbahn
De Tiroler Zugspitzbahn is een kabelbaan, gelegen bij het plaatsje Ehrwald in de deelstaat Tirol in Oostenrijk aan de grens met Duitsland.
De kabelbaan geeft toegang tot de Zugspitze, de hoogste berg van Duitsland, op de grens tussen Duitsland en Oostenrijk.

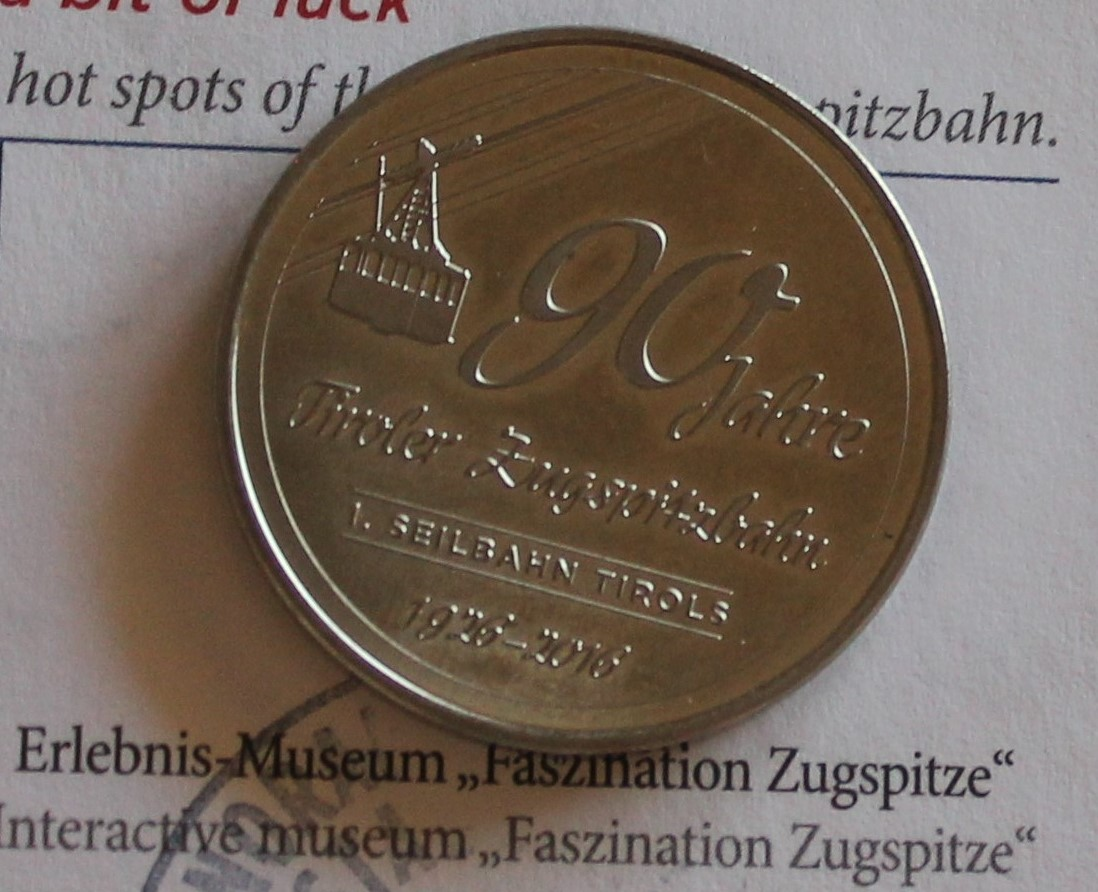
Tiroler Zugspitzbahn 90 jaar - jubileummedaille

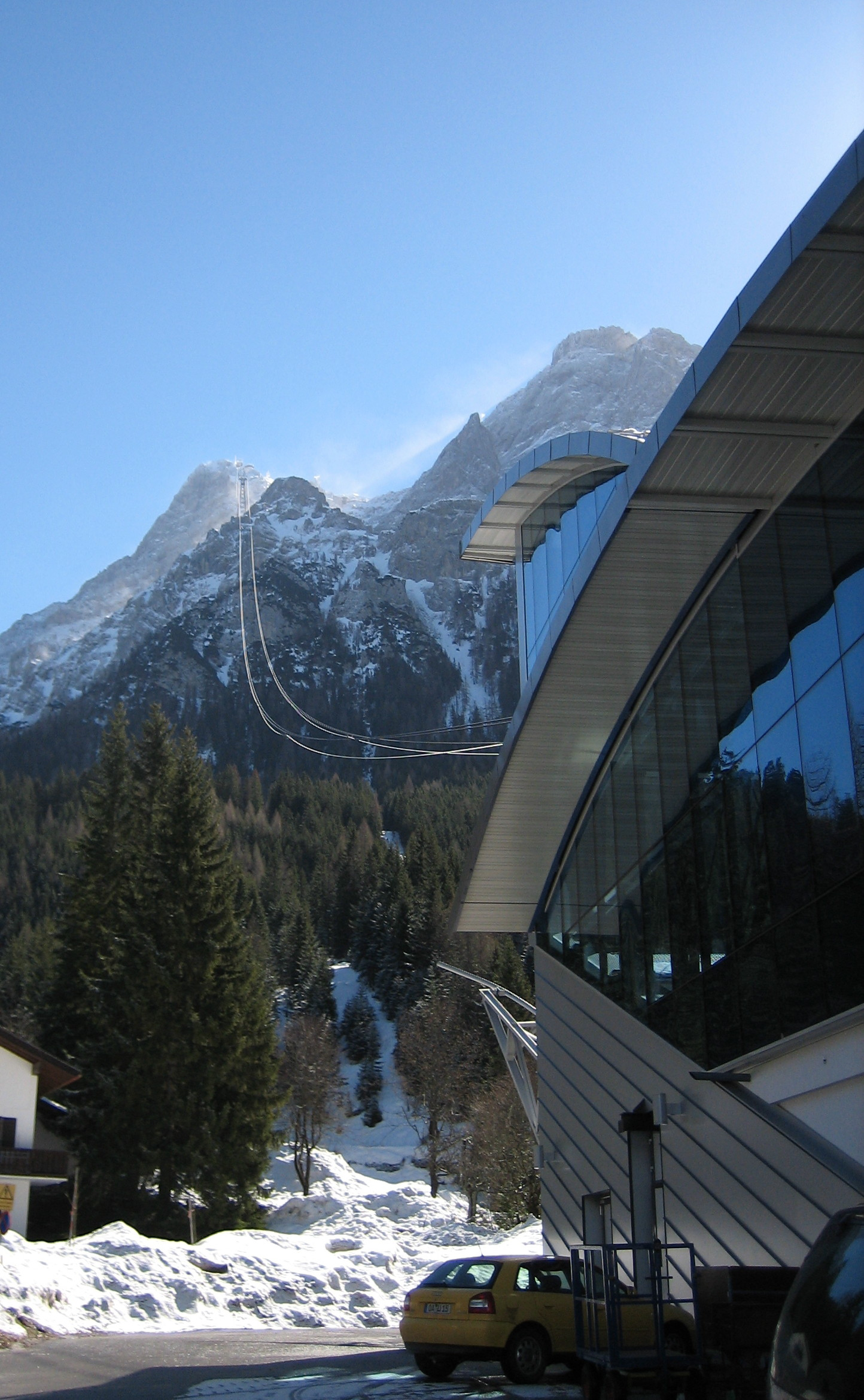
Zicht vanaf het dalstation

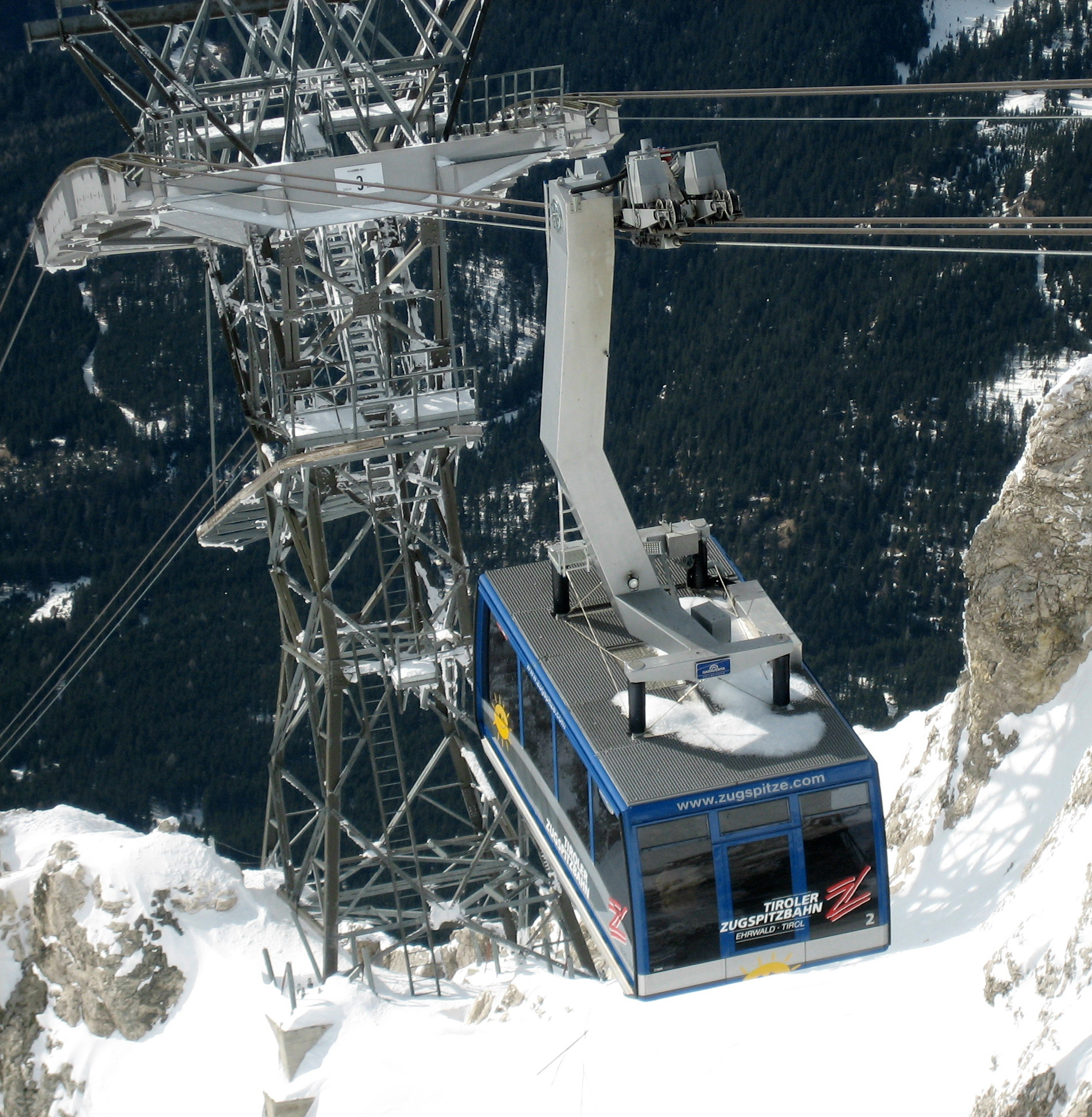
Zicht vanaf het bergstation

In juli 1926 werd de eerste Tiroler Zugspitzbahn geopend. Dit werd gebouwd door de Duitse kabelbaan Adolf Bleichert & Co. uit Leipzig. Deze ging in eerste instantie niet in één keer naar de top. Er moest op een middenstation overgestapt worden. Daarnaast was er nog een tweede kabelbaan, genaamd Zugspitz Gipfelbahn, waarmee men de top van de Zugspitze kon bereiken. Vanaf het oude bergstation van de Tiroler Zugspitzbahn, dat niet op de top zelf lag, kon men via een tunnel richting het Schneefernerhaus aan de Duitse zijde lopen. In deze tunnel was een douanebeambte om de paspoorten te controleren. 
In juni 1989 werd met de bouw van de nieuwe Zugspitzbahn van Waagner Biro begonnen, die in juli 1991 geopend werd. De lift liep niet over hetzelfde tracé, waardoor er niet twee kabelbanen meer nodig waren voor de tocht naar de Zugspitze. In plaats daarvan gaat hij in één keer naar 2.950 meter hoogte. Na een brand in het dalstation in februari 2003 kon de baan na herstel door Garaventa in augustus 2003 weer geopend worden.
In het bergstation van de oude Zugspitz-Gipfelbahn werd een klein museum gebouwd, waarin de geschiedenis van de eerste en de tweede Zugspitzbahn wordt weergegeven. Er is ook een oude cabine opgehangen aan het perron van het oude station. Klein detail is dat deze cabine altijd aan de andere kant heeft gezeten van de baan.
De top van de Zugspitze is ook met de Eibsee Seilbahn en de Bayerische Zugspitzbahn (een tandradbaan) in combinatie met de Gletscherbahn vanaf de Duitse zijde bereikbaar.
In 2016 vierde de Tiroler Zugspitze Railway, na de inauguratie van de eerste Zugspitzbahn van 5 juli 1926 haar 90-jarig bestaan. Dit werd vervolgens gebouwd door de firma Adolf Leipzig Bleichert & Co . Veel speciale evenementen begeleidden dit jubileumjaar, waaronder een speciale tentoonstelling in het museum. Daar wordt de geschiedenis van deze kabelbaan getoond, en de veranderingen en modernisering in de afgelopen decennia.

## Prestaties
Er zijn twee cabines die elk 101 personen kunnen vervoeren. De kabelbaan heeft een snelheid van 10 meter per seconde (=36 km/h) en een ritje duurt 7,2 minuten. De totale capaciteit is 730 personen per uur. Het aandrijfstation van de kabelbaan is het dalstation, vlak bij Ehrwald, het aanspanningsstation is het bergstation op de Zugspitze. De cabines zijn gebouwd door CWA Constructions uit Zwitserland. Voor de brand waren de cabines van Swoboda.